# Anna Blomberg
Anna Kristina Cecilia Blomberg (nacida en Gotemburgo el 20 de mayo de 1972) es una actriz sueca. Destacan sus participaciones en series de humor televisivas con el grupo Kvarteret skatan. Actriz de gran proyección, estuvo afincada un tiempo en la ciudad de Salamanca. Habitual del Riskteater de Estocolmo.